# (31872) Terkán
(31872) Terkán – planetoida z pasa głównego asteroid okrążająca Słońce w ciągu 3 lat i 208 dni w średniej odległości 2,33 j.a. Została odkryta 13 marca 2000 roku w obserwatorium w Piszkéstető przez Krisztiána Sárneczky'ego i Gyulę Szabó. Nazwa planetoidy pochodzi od Lajosa Terkána (1887-1940), członka personelu obserwatorium Konkoly'ego w latach 1900-1935. Przed nadaniem nazwy planetoida nosiła oznaczenie tymczasowe (31872) 2000 EL106.